# Gogo (Burkina Faso)
Gogo ist sowohl eine Gemeinde (französisch commune rurale) als auch ein dasselbe Gebiet umfassendes Departement im westafrikanischen Staat Burkina Faso, in der Region Centre-Sud und der Provinz Zoundwéogo. Die Gemeinde hat in 23 Dörfern 38.175 Einwohner.